# Achvinus
Achvinus war ein spätantiker bzw. frühmittelalterlicher Metallhandwerker. Er war im 6. Jahrhundert im merowingischen Burgund tätig.
Achvinus ist heute nur noch von einer Signatur-Inschrift auf einer Gürtelschnalle bekannt. Diese ist aus Buntmetall gefertigt und weist eine länglich-rechteckige Form auf. Sie wurde bei Ausgrabungen eines Gräberfeldes in La Balme gefunden. In der Mitte der Gürtelschnalle werden zwei stark stilisierte menschliche Figuren gezeigt, die als die Propheten Daniel und Habakuk interpretiert werden. Die Figur des Habakuk ist durch einen Korb über dem Kopf gekennzeichnet. Die Inschrift nennt sowohl den Schöpfer als auch die Besitzerin: lateinisch ACHVINVS FECIT BENE / VIVE IN TE DOMINUS + IUSTINA OTE +. Die Besitzerin muss demnach auch die Auftraggeberin gewesen sein, oder zumindest schon bei der Vergabe des Auftrages als spätere Besitzerin festgestanden haben. Auf demselben Gräberfeld wurde eine ähnlich gestaltete Gürtelschnalle gefunden, die wahrscheinlich auch von Achvinus geschaffen wurde. Der Name ist wahrscheinlich die latinisierte Form eines germanischen Personennamens, Agivinus, beziehungsweise Agiwin auch wenn Achvinus wohl ein romanischer Burgunder war.